# Головко, Николай Панкратович
Головко Николай Панкратович (7 мая 1904, Кривой Рог, Херсонская губерния или Зелёное Поле, Екатеринославская губерния — 10 октября 1942, Московская область) — советский военачальник, полковник (1940).

## Биография
Родился 7 мая 1904 года в немецкой колонии Зелёное Поле (ныне в Криворожском районе) (по другим данным в местечке Кривой Рог).
Один из первых комсомольцев Криворожья. В начале 1920-х годов — в составе отрядов ЧОП. Впоследствии в составе пограничных войск воевал в Средней Азии.
Окончил Московскую пограничную школу. 5 октября 1939 года утверждён на должность начальника 69-го пограничного отряда Азербайджанского округа на Кавказе. Член ВКП(б).
Участник Великой Отечественной войны с 8 сентября 1941 года в составе 247-й стрелковой дивизии, начальник штаба.
Погиб 10 октября 1942 года в боях под Москвой в должности начальника штаба дивизии. Похоронен в братской могиле 21-2 на городском кладбище города Сычёвка Сычёвского района Смоленской области.

## Награды
- Орден Красного Знамени Хорезмской Народной Советской Республики[2];
- Орден Труда Хорезмской Народной Советской Республики[2];
- Почётный работник ВЧК-ГПУ[2];
- Именное оружие[2].